# George Villiers, 2. hertug af Buckingham
George Villiers, 2. hertug af Buckingham (født 30. januar 1628, død 17. april 1687) var en engelsk minister, søn af George Villiers, 1. hertug af Buckingham.
Buckingham arvede sin faders fyrstelige formue og voksede op med kong Karls børn. I borgerkrigen kæmpede han på kongens side, fulgte prins Karl på hans skotske og engelske felttog 1650-51, og opholdt sig derefter landflygtig i Frankrig. 
Hans godser var konfiskerede og en stor del af dem i general Fairfax besiddelse. Han fattede da den plan at vinde dennes datters kærlighed og ægte hende, vendte 1657 tilbage til England og opnåede virkelig, hvad han vilde, men Cromwell lod ham fængsle, og først efter dennes død kom han på fri fod. 
Ved Karl II's tilbagekomst fik han sine godser igen; han fik en fremragende stilling i hofkredsen ved sit vid, sit kvindetække, sin ødselhed og sine mange gale streger, og han står i mindet som den typiske restaurationstids kavaler. 
Mest omtalt var hans slagsmål med en adelig fælle i selve parlamentet og hans duel med jarlen af Shrewsbury, hvis hustru han havde forført. Han dræbte manden og havde siden grevinden på sit slot
sammen med sin egen hustru. 
I litteraturhistorien er Buckingham kendt som hovedforfatteren til The Rehearsal, en parodi på det heroiske drama (opført 1671). Det har sagtens givet nogle impulser til Kærlighed uden strømper, der imidlertid står langt over det. 
Buckinghams intriger mod lordkansleren Clarendon bragte ham en tid i fængsel, men efter dennes fald 1667 hørte han til kongens vigtigste rådgivere, uagtet han ingen officiel del havde i statsstyreisen. Omkring 1670 regnedes han for medlem af Cabalen, der fremmede kongens upopulære franske politik. 
Buckingham ønskede alliance med Frankrig mod Holland, og religiøs indifferent som han var, vilde han tolerere katolikker så vel som presbyterianere, men han anede ikke, at Karl havde solgt sig til Ludvig XIV og var hemmelig katolik. Efterhånden kom han derfor i uoverensstemmelse med kongen og hans andre rådgivere, afskedigedes 1673 og sluttede sig nu til den antikatolske, presbyterianske opposition. 
I Karls sidste tid kom han atter i nåde, men hans sundhed og formue var nu ødelagt, og da han døde, var tiden gledet fra ham. I nogle velkendte verslinjer har Alexander Pope skildret, hvilken ussel ende det tog med den før så ombejlede og lykkelige; de er dog meget overdrevne.